# Грисенко Микола Васильович
Микола Васильович Грисенко (нар. 1915, село Вільне/Чаплинка Катеринославської губернії, тепер село Першотравенка Магдалинівського району Дніпропетровської області — ?) — український радянський діяч, 1-й секретар Охтирського райкому КПУ Сумської області. Депутат Верховної Ради УРСР 5—7-го скликань.

## Біографія
Народився в бідній селянській родині. Здобув середню педагогічну освіту.
До 1939 року працював вчителем, завідувачем навчальної частини дитячого будинку, завідувачем початкової школи в Дніпропетровській області.
У 1939—1945 роках — в Червоній армії. Член ВКП(б) з квітня 1941 року.
Учасник німецько-радянської війни з липня 1941 року. Воював на Північно-Західному фронті, був двічі важко поранений. З 1943 року служив у військах протиповітряної оборони (ППО) заступником з політичної частини командира батареї 192-го окремого зенітного артилерійського дивізіону протиповітряної оборони Західного фронту ППО, заступником з політичної частини командира 2-го дивізіону 1088-го зенітного артилерійського полку Північного фронту ППО.
У 1945—1947 роках — редактор Магдалинівської районної газети Дніпропетровської області.
У 1947—1950 роках — слухач Вищої партійної школи при ЦК КП(б)У.
У 1950—1953 роках — інструктор ЦК КП(б)У; секретар Хотінського районного комітету КП(б)У Сумської області; завідувач адміністративного відділу Сумського обласного комітету КПУ.
У травні (затв.) 1953 — грудні 1958 року — завідувач відділу адміністративних і торгово-фінансових органів Сумського обласного комітету КПУ; заступник голови виконавчого комітету Сумської обласної ради депутатів трудящих.
У грудні 1958 — січні 1963 року — 1-й секретар Охтирського районного комітету КПУ Сумської області. У січні 1963—1965 роках — секретар Охтирського виробничого колгоспно-радгоспного партійного комітету КПУ Сумської області. У 1965—після 1971 року — 1-й секретар Охтирського районного комітету КПУ Сумської області.
Потім — на пенсії.

## Звання
- старший лейтенант

## Нагороди
- орден Трудового Червоного Прапора (26.02.1958)
- орден Червоної Зірки (9.03.1943)
- орден Вітчизняної війни II-го ст. (22.09.1944)
- ордени
- медалі